# 安德烈·魯布列夫
安德烈·安德烈耶维奇·卢布列夫（羅馬化：Andrey Andreyevich Rublev；1997年10月20日—）是一位俄羅斯網球運動員，ATP单打世界排名最高记录为第5位（2021年9月13日），职业生涯至今获得过16座ATP巡回赛冠军。
2014年6月9日，他成為世界排名第一的青少年網球球員，同時也是2014年法國網球公開賽男子單打青少年組的冠軍，同年转入成人组职业比赛。
2017年美國網球公開賽、2020年法國網球公開賽、2020年美國網球公開賽、2021年澳洲網球公開賽和2022年美國網球公開賽，魯布列夫闖進八強，為大滿貫賽的最佳成績。

## 生涯

### 2020年：疫情無所謂，年收5座單打冠軍。首次參加倫敦年終賽。
1月11日，卡達公開賽冠軍，決賽以6比2、7比6擊敗法國選手穆德。
1月18日，澳洲阿德萊德國際賽冠軍，決賽以6比3、6比0擊敗南非選手哈里斯。
1月27日，澳洲網球公開賽第四輪輸給德國選手亞歷山大·茲韋列夫。
8月24日，美國辛辛那提大師賽第一輪64強遭英國好手丹尼爾·埃文斯淘汰。
9月10日，美國網球公開賽8強輸給俄羅斯選手丹尼爾·梅德韋傑夫。
9月17號，義大利羅馬大師賽第二輪32強輸給波蘭選手休伯特·胡爾卡奇。
9月27日，德國網球公開賽冠軍。決賽以6比4、3比6、7比5擊敗希臘選手西西帕斯。累積生涯第5座單打冠軍。
10月7日，法國網球公開賽8強輸給希臘選手西西帕斯。
10月18日，俄羅斯聖彼德堡公開賽冠軍。決賽以7比5、6比4擊敗克羅埃西亞選手博爾納·丘里奇。
11月1日，奧地利維也納公開賽冠軍，決賽以6比4、6比4擊敗義大利選手洛倫佐·索內戈，斬獲個人本季第5座冠軍。並取得ATP世界巡迴賽總決賽的資格。
11月6日，巴黎大師賽16強不敵瑞士好手瓦林卡。
11月16日，ATP世界巡迴賽總決賽小組賽不敵西班牙好手拉斐爾·納達爾；18日不敵希臘好手西西帕斯；儘管19日打贏奧地利好手多米尼克·蒂姆也無緣晉級4強。

### 2021年：首闖大師賽決賽，奧運混雙金牌。二度參加年終賽
2月7日，和丹尼爾·梅德韋傑夫率領俄羅斯隊，從小組賽打贏阿根廷隊和日本隊、四強對德國隊也獲勝、決賽對上義大利隊也勢如破竹，最終獲得第二屆ATP盃冠軍。
2月17日，澳洲網球公開賽8強輸給同袍好手丹尼爾·梅德韋傑夫。
3月7日，荷蘭鹿特丹網球公開賽冠軍。四強擊落希臘好手斯特凡諾斯·西西帕斯，決賽以7(7):6(4)、6:4打敗匈牙利選手馬爾頓·福索維斯。累積生涯第八座冠軍。
3月12日，卡達公開賽4強不敵西班牙好手羅伯托·包蒂斯塔·阿古特，衛冕夢碎。雙打則是和同國搭檔阿斯蘭·卡拉采夫獲得冠軍。
3月20日，杜拜網球錦標賽4強不敵同袍好手阿斯蘭·卡拉采夫。中止在ATP 500賽級的23連勝(歷史上僅次於羅傑·費德勒的28連勝)。
4月3日，美國邁阿密大師賽4強不敵波蘭好手休伯特·胡爾卡奇。
4月18日，蒙地卡羅大師賽亞軍。8強擊退紅土球王納達爾，準決賽打敗挪威好手卡斯珀·魯德，首度進級大師賽決賽，但決賽不敵希臘好手斯特凡諾斯·西西帕斯。
4月23日，西班牙巴塞隆納網球公開賽不敵義大利新秀詹尼克·辛納，止步8強。
5月6日，西班牙馬德里大師賽16強輸給美國好手約翰·伊斯內爾。
5月15日，義大利羅馬大師賽8強不敵地主好手洛倫佐·索內戈。
6月1日，法國網球公開賽第一輪輸給德國選手楊-萊納德·史卓夫。
6月20日，德國哈雷公開賽亞軍。首闖草地比賽決賽，但不敵法國好手戈·安貝爾。
7月5日，溫布頓網球錦標賽16強敗給馬爾頓·福索維斯，不過也創下溫網的最佳成績。
7月25日，東京奧運男子單打第一輪不敵地主好手錦織圭。混雙方面，在8月1日和搭檔安娜斯塔西亞·帕夫柳琴科娃拍落同袍好手阿斯蘭·卡拉采夫與葉連娜·韋斯寧娜，拿到生涯第一面混雙金牌。
8月13日，以種子4參加加拿大大師賽，在第三輪16強不敵美國重砲手約翰·伊斯內爾。
8月23日，美國辛辛那提大師賽亞軍。以種子4參加。四強擊敗同袍好手，世界第二的丹尼爾·梅德韋傑夫，終止與對方的四連敗。第二度闖進大師賽決賽，但不敵亞歷山大·茲維列夫。
9月4日，以種子5參加美國網球公開賽，第三輪不敵地主好手法蘭西斯·蒂亞弗。
9月25日，首次參加拉沃盃，單打第一天打贏迪亞哥·塞巴斯蒂安·施瓦茲曼；雙打分別搭檔斯特凡諾斯·西西帕斯與亞歷山大·茲維列夫均取得勝利。使歐洲隊蟬連勝利。
10月3日，種子1參加美國聖地牙哥公開賽，但是4強不敵英國好手卡梅隆·諾里。
10月12日，單打以種子4參加美國印地安泉大師賽，但32強敗給地主選手托米·保羅；雙打則與阿斯蘭·卡拉采夫搭檔，今年第二次闖進決賽，不過不敵對手，亞軍坐收。
10月21日，以種子1參加俄羅斯克里姆林杯，不過16強輸給法國選手阿德里安·曼納里諾，衛冕夢碎。
10月30日，以種子1參加俄羅斯聖彼德堡公開賽，8強不敵荷蘭選手博迪克·范德赞舒普。
11月3日，以種子5參加法國巴黎大師賽，32強不敵美國好手泰勒·哈利·弗里茨。
11月16日，連續兩年參加ATP世界巡迴賽總決賽。和斯特凡諾斯·西西帕斯(後來退賽，由卡梅隆·諾里遞補)、諾瓦克·喬科維奇與卡斯珀·魯德同組，首場打贏希臘一哥，但是後兩場均輸，止步分組賽。
12月5日，與隊友丹尼爾·梅德韋傑夫、阿斯蘭·卡拉采夫、卡倫·哈查諾夫和伊夫尼·多斯科伊奪得戴維斯盃總冠軍。小組擊退西班牙隊(2019年冠軍)與厄瓜多隊，八強與四強分別打敗瑞典隊與德國隊，最終決賽與克羅埃西亞隊取得勝利。

### 2022年：第10座單打冠軍、ATP單打200勝、連續三年進年終賽
1月22日，年度第一個大滿貫澳洲網球公開賽第三輪不敵克羅埃西亞老將馬林·契利奇。
2月13日，單打以種子2、衛冕冠軍參加年度第一個ATP500分比賽鹿特丹公開賽，不過在4強遭加拿大新星、最後的冠軍費利克斯·奧熱-阿利亞西姆拍落。
雙打與同國好手卡倫·哈查諾夫組隊，16強敗給第4種子尼爾·斯庫普斯基與衛斯理·庫爾霍夫。
2月20日，單打以種子2參加法國馬賽13公開賽，擊敗三位在地球員後，決賽報了前一場比賽之仇，直落二擊敗費利克斯·奧熱-阿利亞西姆，成功贏得冠軍。
雙打表現也很優異，與烏克蘭選手丹尼斯·莫查諾夫搭檔，也闖進決賽，在輸了一盤後連追兩盤拿下冠軍。
2月26日，以單打第二種子參加杜拜網球錦標賽，維持上周好球感，決賽直落二擊敗捷克好手吉力·維斯利，奪得第10座ATP單打冠軍。
3月20日，單打以種子7參加美國印地安泉大師賽，64強擊敗德國好手多米尼克·克普費爾，取得第200場ATP單打勝利，四強輸給種子20的地主好手、後來的冠軍泰勒·弗里茨，中止從13公開賽開始的13連勝。
雙打與阿斯蘭·卡拉采夫搭檔，不敵墨西哥聖地亞哥·岡薩雷斯與法國愛德華·羅歇-瓦瑟蘭組合，止步8強。
3月26日，單打以第5種子參加美國邁阿密大師賽。第一輪64強不敵澳洲「壞小子」尼克·基里奧斯。
雙打與卡倫·哈查諾夫搭檔，第二輪退賽。
4月14日，第一場紅土比賽，單打以第5種子參加摩納哥蒙地卡羅大師賽。16強被義大利新星詹尼克·辛納擊敗。
雙打與卡倫·哈查諾夫搭檔，第一輪遭紐西蘭麥可·維納斯與德國提姆·普特茲組合擊敗。
4月24日，以第二種子參加塞爾維亞網球公開賽，決賽對上地主球王諾瓦克·喬科維奇，以盤數2:1奪下本季第三個冠軍。
5月7日，單打以第六種子參加西班牙馬德里公開賽，8強不敵連續兩年贏得蒙地卡羅大師賽冠軍的希臘好手斯特凡諾斯·西西帕斯。
雙打與卡倫·哈查諾夫搭檔，16強輸給波蘭選手休伯特·胡爾卡奇與美國重砲手約翰·伊斯內爾組合。
5月11日，單打以第六種子參加義大利公開賽，第一輪敗給塞爾維亞好手菲利普·克拉伊諾維奇。
6月1日，單打以第七種子參加法國網球公開賽，八強敗給克羅埃西亞老將馬林·契利奇。
6月13日，第一場草地比賽，單打以第三種子參加德國哈雷公開賽，然而32強不敵喬治亞好手尼科洛兹·巴西拉什维利。
英國溫布頓網球錦標賽本屆禁止俄羅斯與白俄羅斯選手參賽。
7月16日，以第二種子參加瑞典網球公開賽，四強不敵今年亞軍的阿根廷選手塞瓦斯蒂安·巴埃斯。
7月21日，單打以第二種子參加德國漢堡歐洲公開賽，16強敗給剛在7月17號拿下生涯第一冠的弗朗西斯科·塞伦多洛。
雙打與卡倫·哈查諾夫搭檔，8強退賽。
8月7日，單打以種子1參加美國華盛頓公開賽，4強敗給最終亞軍的日本好手西岡良仁。
雙打與伊利亞·伊華舒卡搭檔，16強被博蒂克·范德贊德舒爾普與麥肯齊·麥克唐納組合擊敗。
8月11日，單打以種子5參加加拿大公開賽，32強輸給英國好手丹尼爾·埃文斯。
雙打與格里戈爾·季米特洛夫搭檔，16敗給馬塞爾·格拉諾勒斯與奥拉西奥·塞瓦略斯之組合。
8月18日，單打以種子6參加辛辛那提大師賽，16強不敵美國地主好手泰勒·弗里茨。
雙打與格里戈爾·季米特洛夫搭檔，16敗給馬塞爾·格拉諾勒斯與奥拉西奥·塞瓦略斯之組合。
9月8日，以種子9參加年度最後大滿貫——美國網球公開賽，第三度打進8強，然而不敵地主好手法蘭西斯·蒂亞弗，連續兩年美網皆敗於後者，可惜無法闖進生涯第一個大滿貫四強。
10月8日，以第5種子參加哈薩克阿斯塔納公開賽，準決賽不敵希臘單反高手斯特凡諾斯·西西帕斯。
10月16日，以種子1參加西班牙第一屆希洪網球公開賽，決賽打敗美國好手塞巴斯蒂安·科爾達贏得冠軍。
10月27日，以種子3參加奧地利維也納公開賽，16強敗給保加利亞好手格里戈爾·季米特洛夫。
雙打與卡倫·哈查諾夫搭檔，16強敗給地主隊盧卡斯·米德勒與亞歷山大·厄勒。
11月3日，以種子7參加年度最後一個大師賽——巴黎大師賽，16強不敵最後冠軍、丹麥後起之秀霍爾格·魯內。
雙打與卡倫·哈查諾夫搭檔，32強敗給地主隊尼古拉·馬俞與愛德華·羅歇-瓦瑟蘭。
11月20日，以第6名、連續三年打進ATP年终总决赛，與同國好手丹尼爾·梅德韋傑夫、前球王諾瓦克·喬科維奇與希臘男神斯特凡諾斯·西西帕斯同組，以僅敗給最終冠軍諾瓦克·喬科維奇，兩勝一敗的成績第一次打進四強，然而不敵挪威高手卡斯珀·魯德，止步四強，結束本賽季的所有比賽。

### 2023年：第一座大師賽冠軍、大滿貫50勝、第一次溫布頓八強、連續四年年終賽參賽
1月3日，年度第一場比賽單打以種子4參加澳洲阿德萊德國際賽1，然而32強不敵西班牙老將羅伯托·包蒂斯塔·阿古特。
雙打與卡倫·哈查諾夫搭檔，16強敗給摩納哥選手雨果·尼斯與波蘭選手揚·傑林斯基組合。
1月11日，以種子1參加澳洲阿德萊德國際賽2，16強敗給地主選手壇納西·科基納基斯。
1月25日，以種子5參加年初最大網球賽澳洲網球公開賽，大滿貫第七次打進八強，平自己最佳成績，然而敗給墨爾本之王諾瓦克·喬科維奇，無法再造佳績。
2月16日，以種子2參加荷蘭鹿特丹公開賽，32強敗給澳洲選手阿萊克斯·德·米瑙爾。
雙打與法布里斯·馬丁搭檔，16強敗給種子3奧斯汀·克拉吉塞克與伊凡·多迪格之組合。
2月23日，以種子1參加卡達公開賽，8強敗給捷克選手伊日·萊赫奇卡。
雙打與伊利亞·伊華舒卡搭檔，16強敗給英國選手丹·埃文斯與約翰尼·歐瑪拉。
3月4日，以種子2、衛冕冠軍參加杜拜網球錦標賽，過關斬將闖進本季第一場決賽，然而不敵同袍好友丹尼爾·梅德韋傑夫，取得亞軍。🥈
雙打與伊利亞·伊華舒卡搭檔，8強敗給比利時選手約蘭·弗利根與桑德爾·吉勒。
3月15日，以種子6參加年度第一場大師賽印第安韦尔斯大师赛，16強輸給英國選手卡梅倫·諾里。
雙打與卡倫·哈查諾夫搭檔，32強敗給德國選手凱文·克拉維茨與法國選手法布里斯·馬丁之組合。
3月28日，以種子6參加邁阿密大師賽，16強輸給義大利選手、最終亞軍詹尼克·辛納。結束北美陽光雙賽。
4月16日，以種子5參加年度第一場紅土大師賽——蒙地卡羅大師賽，一路過關斬將，第三次進大師賽決賽，最終逆轉力克丹麥新星霍爾格·魯內，贏得生涯第一座大師賽冠軍。🥇
雙打與卡倫·哈查諾夫搭檔，16強敗給種子1的荷蘭選手衛斯理·庫爾霍夫與英國選手尼爾·斯庫普斯基之組合。
4月23日，以種子2、衛冕冠軍參加波士尼亞與赫塞哥維納Srpska Open，強勢連續兩年闖進決賽，然而不敵塞爾維亞選手杜尚·拉約維奇，獲得亞軍。🥈
5月2日，以種子5參加西班牙最高等級紅土賽事——馬德里大師賽，遭同袍好友卡倫·哈查諾夫復仇成功，止步16強。
雙打與卡倫·哈查諾夫搭檔，決賽擊敗種子7馬修·伊布登與羅翰·波柏納之組合，贏得第一座雙打大師賽冠軍🥇。
5月16日，以種子6參加義大利最高等級紅土賽事——羅馬大師賽，敗給德國好手揚尼克·漢夫曼，止步16強。
雙打與卡倫·哈查諾夫搭檔，第二輪16強退賽。
6月2日，以種子7參加年度最大紅土賽事——法國網球公開賽，第三輪遭遇5盤大戰，輸給義大利選手洛倫佐·索內戈。
6月25日，以種子3參加德國草地比賽——哈雷公開賽，第二次闖進草地決賽，然而不敵哈薩克選手亞歷山大·巴伯里克，獲得亞軍。🥈
雙打與亞歷山大·茲韋列夫搭檔，16強敗給納撒尼爾·拉蒙斯與傑克森·威思羅之組合。
7月11日，以種子7參加年度草地最大賽事——溫布頓網球錦標賽，第一度打進溫網8強，生涯第8度打進大滿貫8強，可惜敗給七屆賽事冠軍諾瓦克·喬科維奇。
7月23日，以種子2參加瑞典網球公開賽，決賽直落二淘汰紅土高手卡斯珀·魯德，贏得本季第二個冠軍。🥇
7月27日，以種子2參加漢堡歐洲公開賽，16敗給地主選手丹尼爾·奧特邁爾。
8月9日，以種子6參加加拿大公開賽，32強輸給美國選手麥肯齊·麥克唐納。
雙打與馬克斯·普塞爾搭檔，8強敗給種子3喬·索爾茲伯里與拉傑夫·拉姆之組合。
8月16日，以種子7參加辛辛那提大師賽，32強輸給芬蘭選手埃米爾·魯蘇沃里，下半年度的北美大師賽皆無法取得勝利。
雙打與馬克斯·普塞爾搭檔，16強敗給種子6愛德華·羅歇-瓦瑟蘭與聖地亞哥·岡薩雷斯之組合。
9月7日，以種子8參加年度最後一場大滿貫賽事——美國網球公開賽，生涯第九次、本季第三度、連續兩年闖進八強，然而敗給同袍丹尼爾·梅德韋傑夫，仍無法取得第一張大滿貫四強的門票。
9月30日，以種子5參加中國網球公開賽，16強輸給法國選手於戈·安貝爾。
雙打與卡倫·哈查諾夫搭檔，4強敗給種子2尼爾·斯庫普斯基與衛斯理·庫爾霍夫之組合。
10月15日，以種子5參加上海大師賽，闖進本季第二場大師賽決賽，可惜敗給波瀾選手胡貝特·胡爾卡奇，獲得亞軍。🥈
雙打與卡倫·哈查諾夫搭檔，16強敗給種子4羅翰·波柏納與馬修·伊布登之組合。
10月28日，以種子3參加維也納公開賽，準決賽不敵最終冠軍揚尼克·辛納。
11月5日，以種子5參加巴黎大師賽，準決賽不敵最終冠軍、塞爾維亞球王諾瓦克·喬科維奇。
雙打與卡倫·哈查諾夫搭檔，16強敗給種子2衛斯理·庫爾霍夫與尼爾·斯庫普斯基之組合。
11月18日，連續第四年參加ATP年終賽，小組預賽三場分別敗給丹尼爾·梅德韋傑夫、卡洛斯·艾卡拉茲與亞歷山大·茲韋列夫，止步小組預賽。

### 2024年：第十場大滿貫八強
1月7日，本賽季第一場巡迴賽，以種子1參加香港網球公開賽，不愧最高種子，成功擊敗埃米爾·魯蘇沃里，贏得冠軍🥇。
1月23日，以種子5參加澳洲網球公開賽，第十度打進大滿貫八強，可惜仍是無法打進四強，輸給最終冠軍、種子4揚尼克·辛納。

## 职业生涯统计

### 大滿貫
| 賽事             | 2014年 | 2015年 | 2016年 | 2017年 | 2018年 | 2019年 | 2020年 | 2021年 | 2022年 | 2023年 | 2024年 | 勝-負 |
| ---------------- | ------ | ------ | ------ | ------ | ------ | ------ | ------ | ------ | ------ | ------ | ------ | ----- |
| 澳洲網球公開賽   | 缺席   | 缺席   | 缺席   | 第二輪 | 第三輪 | 第一輪 | 第四輪 | 八強   | 第三輪 | 八強   | 八強   | 20–8  |
| 法國網球公開賽   | 缺席   | 缺席   | Q2     | 第一輪 | 缺席   | 缺席   | 八強   | 第一輪 | 八強   | 第三輪 |        | 10–5  |
| 溫布頓網球錦標賽 | 缺席   | Q2     | Q2     | 第二輪 | 缺席   | 第二輪 | NH     | 第四輪 | 缺席   | 八強   |        | 9–4   |
| 美国网球公开赛   | 缺席   | 第一輪 | Q1     | 八強   | 第一輪 | 第四輪 | 八強   | 第三輪 | 八強   | 八強   |        | 21-8  |

### 奥林匹克運動會

#### 混合双打决赛（1次冠军）
| 赛果 | 年份 | 赛事                              | 场地 | 队友                      | 对手                            | 比分                   |
| ---- | ---- | --------------------------------- | ---- | ------------------------- | ------------------------------- | ---------------------- |
| 金牌 | 2021 | 日本东京 2020年夏季奧林匹克運動會 | 硬地 | 阿纳斯塔西娅·帕夫柳琴科娃 | 葉連娜·韋斯寧娜 阿斯兰·卡拉采夫 | 6–3, 6–7(5–7), [13–11] |

### 1000大师赛

#### 单打决赛：3（1次冠军，2次亚军）
| 赛果 | 年份 | 赛事                                   | 场地 | 对手                | 比分          |
| ---- | ---- | -------------------------------------- | ---- | ------------------- | ------------- |
| 负   | 2021 | 法国羅克布呂訥-卡普馬丹 蒙地卡羅大師賽 | 红土 | 斯特凡诺斯·齐齐帕斯 | 3–6, 3–6      |
| 负   | 2021 | 美国俄亥俄州梅森 辛辛那提大师赛        | 硬地 | 亚历山大·兹韦列夫   | 2–6, 3–6      |
| 勝   | 2023 | 法国罗克布吕讷-卡普马丹 蒙特卡洛大师赛 | 红土 | 霍尔格·鲁内         | 5–7, 6–2, 7–5 |

#### 双打决赛：4（1次冠军，3次亚军）
| 赛果 | 年份 | 赛事                                            | 场地     | 队友            | 对手                           | 比分                  |
| ---- | ---- | ----------------------------------------------- | -------- | --------------- | ------------------------------ | --------------------- |
| 负   | 2018 | 美国佛罗里达州基比斯坎 迈阿密大师赛             | 硬地     | 卡连·哈恰诺夫   | 鲍勃·布赖恩 迈克·布赖恩        | 6–4, 6–7(5–7), [4–10] |
| 负   | 2019 | 法国巴黎 巴黎大师赛                             | 室内硬地 | 卡连·哈恰诺夫   | 皮埃尔-于格·埃贝尔 尼古拉·马胡 | 4–6, 1–6              |
| 负   | 2021 | 美国加利福尼亚州印第安韦尔斯 印第安韦尔斯大师赛 | 硬地     | 阿斯兰·卡拉采夫 | 约翰·皮尔斯 菲利普·波拉塞克    | 3–6, 6–7(5–7)         |
| 勝   | 2023 | 西班牙马德里 马德里公开赛                       | 红土     | 卡连·哈恰诺夫   | 罗翰·波柏纳 馬修·伊布登        | 6–3, 3–6, [10–3]      |

### 团体比赛决赛
| 赛果 | 年   | 赛事     | 代表队         | 队友                                                              | 对手   | 对手成员                                                              | 场地     | 比分 |
| ---- | ---- | -------- | -------------- | ----------------------------------------------------------------- | ------ | --------------------------------------------------------------------- | -------- | ---- |
| 胜   | 2021 | ATP杯    | 俄羅斯         | 丹尼尔·梅德韦杰夫 阿斯兰·卡拉采夫 叶夫根尼·东斯科伊               | 義大利 | 马泰奥·贝雷蒂尼 法比奥·福尼尼 西莫內·博萊利 安德烈亚·瓦瓦索里         | 硬地     | 2-0  |
| 胜   | 2021 | 戴维斯杯 | 俄罗斯网球协会 | 丹尼尔·梅德韦杰夫 阿斯兰·卡拉采夫 卡连·哈恰诺夫 叶夫根尼·东斯科伊 |        | 马林·西里奇 尼诺·塞尔达鲁希奇 博尔纳·戈约 尼古拉·梅克蒂奇 马特·帕维奇 | 室内硬地 | 2-0  |

## 个人生活
在网球之外，卢布列夫练习拳击和篮球，他对迈克·泰森特别感兴趣。卢布列夫也非常认真地创作自己的電子音樂，就像他的偶像馬汀·蓋瑞克斯和艾倫·沃克一样。他曾在一个的翻唱乐队翻唱过。卢布列夫的绰号是“Rubl”，意思是俄语中的“卢布”。他会说俄语、英语和西班牙语，也是NBA金州勇士队的长期粉丝，经常关注足球比赛并且是巴萨球迷。
与他成长过程中的主要网球偶像——拉斐爾·拿度和马拉特·萨芬不同，魯布列夫是东正教徒，经常可以看到他在赛后庆祝时画十字。